# Place du Roi-George
La place du Roi-George, est une voie de Metz en Moselle.

## Situation et accès
C'est une place de Metz qui se situe dans la Nouvelle Ville et le quartier impérial.
Proche de la porte Serpenoise et de l’avenue Joffre, elle produit l’effet d’une mise en scène urbaine remarquable pour les piétons découvrant la ville où empruntant le Mettis ( voir ci-après).
En bordure de la place on retrouve en effet quelques immeubles dans la continuité des styles architecturaux de la fin du XIXe siècle et du début du XXe siècle jouxtant d'autres bien plus propres à l’art déco des années 1920 et 1930.
L’ancienne gare de Metz construite en 1852 en bois, détruite en 1872 par un incendie a été reconstruite en 1878 en pierre de Jaumont dans un style classique.
Les bâtiments du collège et lycée Georges-de-la-Tour, anciennes casernes militaires en briques rouges, se distinguent par leur caractère monumental.
La place est réaménagée en 2012/2013 dans le cadre du projet Mettis dont une station est installée sur la place.

## Origine du nom
La place doit son nom au roi George V du Royaume-Uni.

## Historique
Originellement appelée « place de la Gare », elle sert de parvis à la gare de Metz, placée en 1849 à l'extérieur de la ville intra-muros pour des raisons stratégiques et militaires, Metz constituant toujours une place forte considérable pour la France avec ses fortifications Vauban. En 1852, la gare est reliée directement à la ville par le biais de la nouvelle porte Serpenoise, permettant l'agrandissement de la place vers la ville.

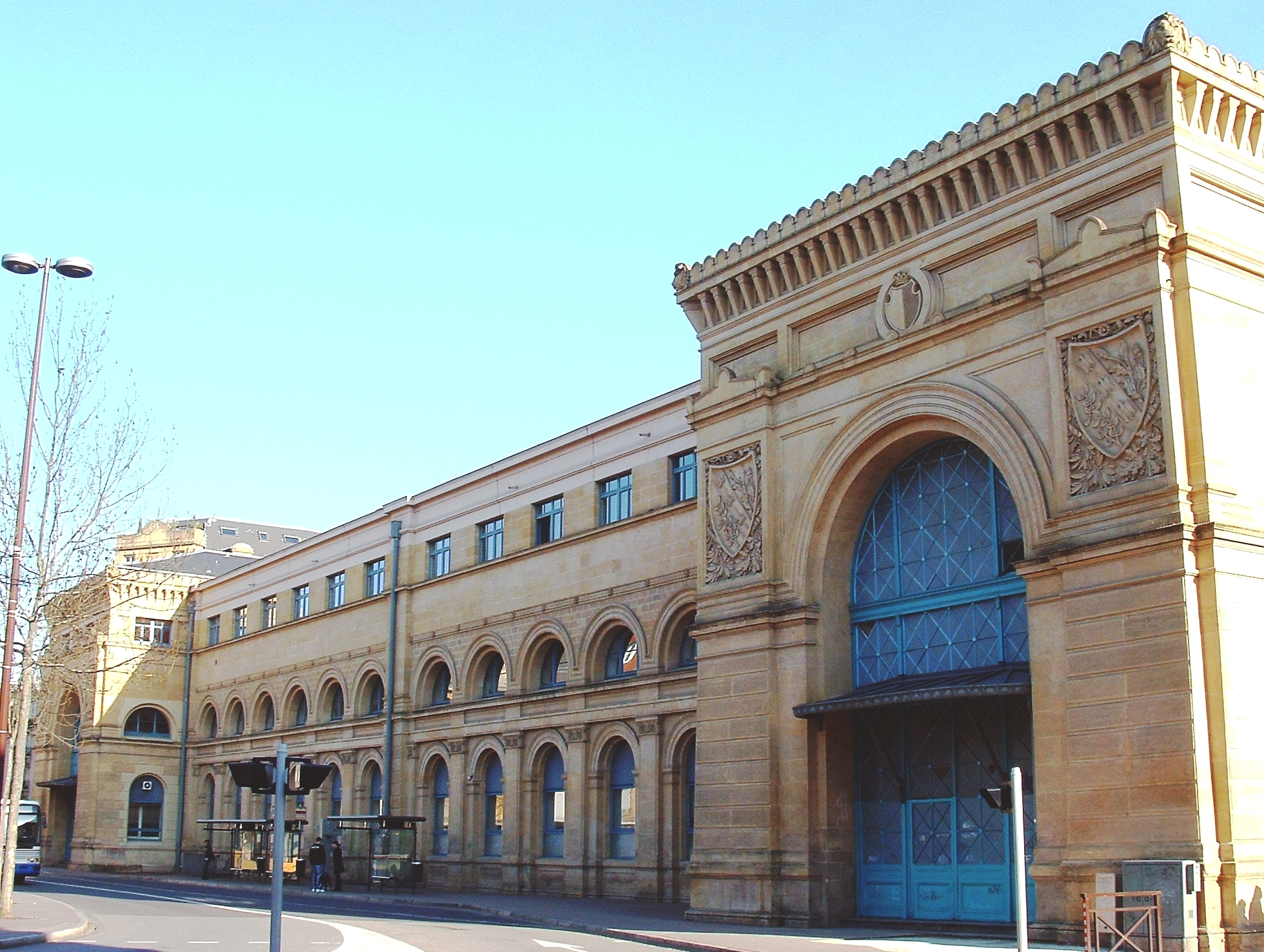
L'ancienne gare en 2005

L'annexion voit la transformation de la place qui va devenir un pôle important de transit des civils et des militaires, à la fois avec la reconstruction en dur de l'ancienne gare en 1878 (la précédente, bâtie en bois avait brûlé six ans plus tôt), et par l'adjonction de nouvelles casernes à l'emplacement de la citadelle extra-muros voisine, datant du XVIIe siècle. Cet ensemble de casernes, comprenant la caserne Barbot, dont l'entrée principale se fait sur la place (aujourd'hui ensemble scolaire Georges-de-la-Tour), marque la puissance militaire de Metz dans l'Empire allemand, qui tient un rôle majeur dans la protection de la paix d'Allemagne, voire d'Europe, selon Guillaume II.
Le démantèlement des remparts entre 1900 et 1903, qui marque la seconde phase de l'annexion à Metz, permet l'expansion urbaine de la ville vers le sud et la création de la Nouvelle ville. En 1908, la gare est transférée à son nouvel emplacement, dans un nouveau bâtiment plus important, et les environs de la place du Roi-George ne seront définitivement réalisés qu'au retour à la France de 1919. En effet l’îlot situé entre la place et l'avenue Joffre, devait à l'origine accueillir une église intégrée à l'ensemble de la place Déroulède (actuellement Raymond-Mondon), dont l'élaboration est stoppée par la guerre. Les bâtiments sur les flancs nord et est de la place sont datés de l'entre-deux-guerres et présentent essentiellement une architecture Art déco ou haussmannienne, avec des tendances néo-baroques.

## Bâtiments remarquables et lieux de mémoire

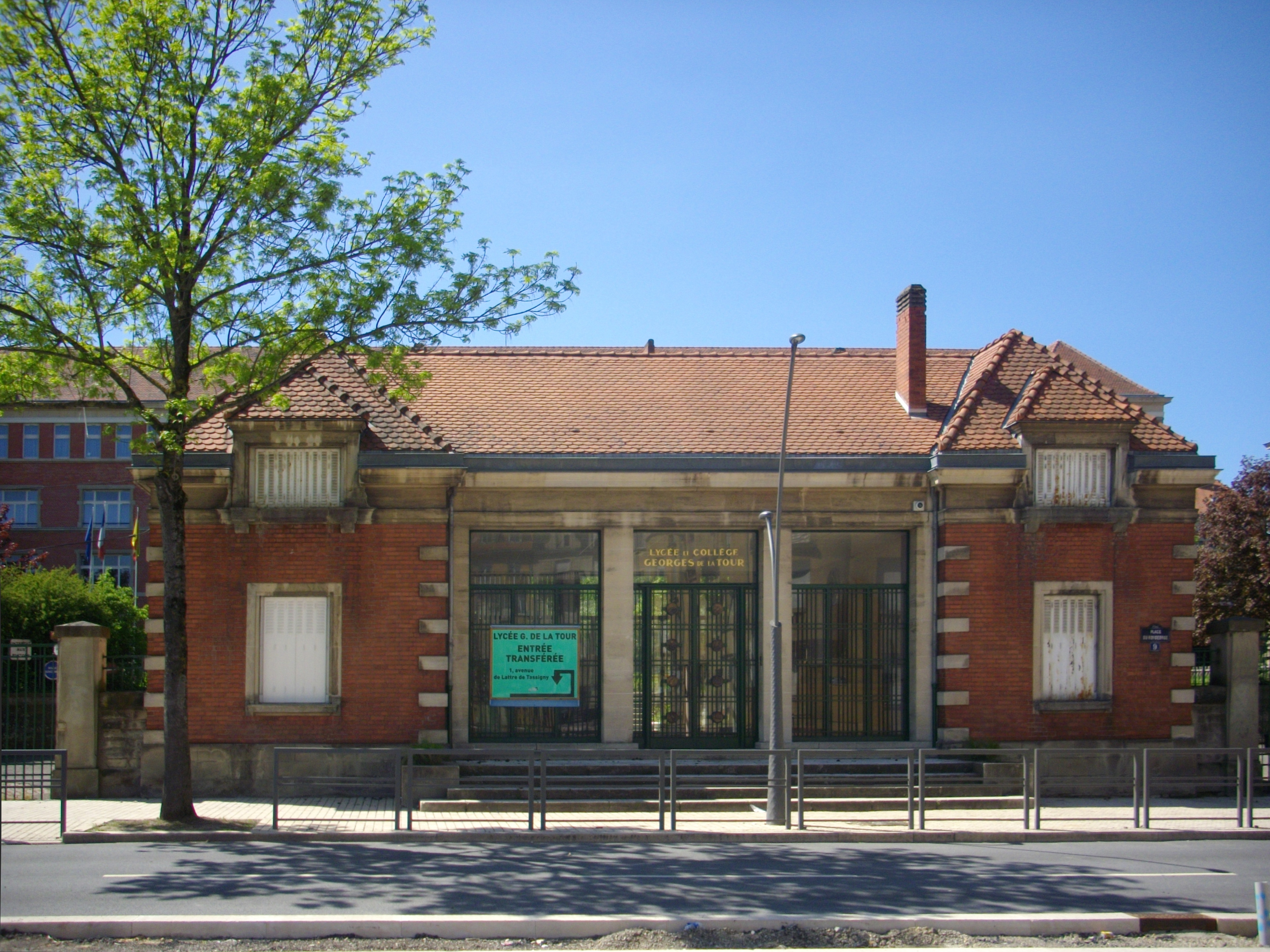
Loge du lycée Georges-de-la-Tour, ancienne caserne Barbot.
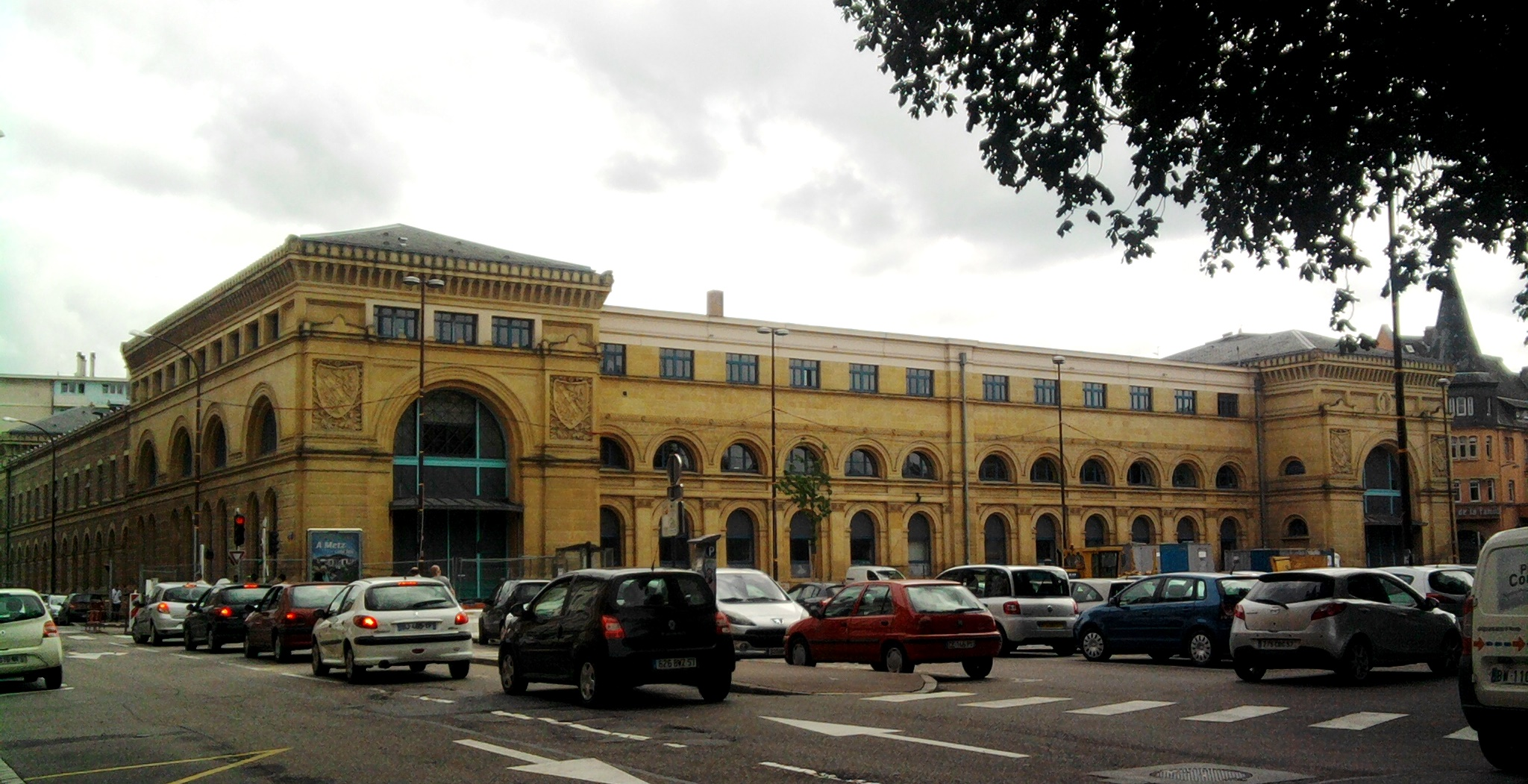
Ancienne gare de Metz.
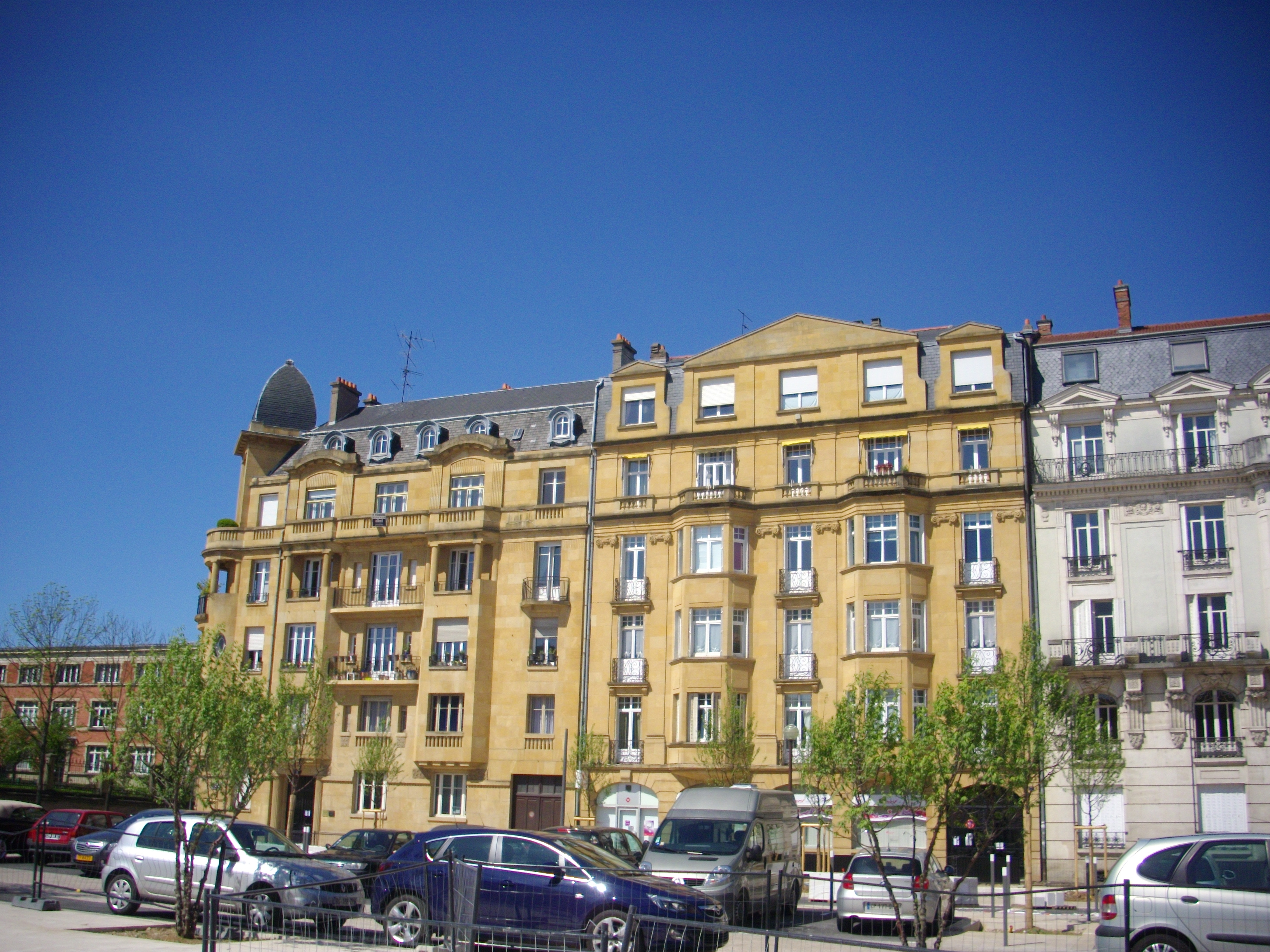
Immeubles nord.